# رتافية
الرَّتَافِية (بالفرنسية: ratafia)‏ هو مصطلح واسع يستخدم لنوعين من المشروبات الكحولية الحلوة خلاصة مُطعّمة التي يشبه طعمها اللوز المر ثم البَسْكَوِيت بمذاق الرتافية وهو بَسكويت يؤكل مع الرتافية، ثم سمِّيت به مجموعة متنوعة من الكرز.

## الليكور
أصل الرفافية مشروبٌ كحولية إيطالي الأصل من نوع الليكور مصنوعة من وَدْن المكونات مثل العطريات والثمار في المشروبات الروحية المقطرة مسبقً، يليها الترشيح والتحلية حيث يجري تشريب المكونات بالمُطَعِّمات فيها فقط يمكن تطعيم الرتافية ببذور اللوز أو الخوخ أو المشمش أو الكرز  أو قشر الليمون والتوابل بكميات مختلفة مثل جوزة الطيب أو القرفة أو القرنفل أو النعناع أو إكليل الجبل أو اليانسون إلخ، ممزوجة عادة بالسكر. يمكن استخدام المطعمات الأُخَر،مثل الخضار والأعشاب الطازجة.